# Кайоуа (окръг, Канзас)
Вижте пояснителната страница за други значения на Кайоуа.
Окръг Кайоуа (на английски: Kiowa County) е окръг в щата Канзас, Съединени американски щати. Площта му е 1873 km², а населението - 3278 души (2000). Административен център е град Грийнсбърг.